# Inre-Långtjärnen (Jörns socken, Västerbotten)
Inre-Långtjärnen är en sjö i Skellefteå kommun i Västerbotten och ingår i Byskeälvens huvudavrinningsområde.